# Pakalitha Mosisili
Bethuel Pakalitha Mosisili, né le 14 mars 1945, est un homme d'État lésothien, membre du Congrès du Lesotho pour la démocratie (LCD), puis du Congrès démocratique. Il est Premier ministre de 1998 à 2012 et de nouveau de 2015 à 2017.

## Biographie
Mosisili est diplômé des universités du Botswana, du Lesotho et du Swaziland en 1970, du Wisconsin en 1976, d'Afrique du Sud en 1978 et Simon-Fraser au Canada en 1982.
En 1993, Mosisili est élu député, représentant la circonscription Qacha's Nek, et devient ministre de l'Éducation. Le 14 avril 1994, il est brièvement enlevé avec trois autres ministres par des soldats ; un cinquième membre du gouvernement, le vice-premier ministre Selometsi Baholo, est tué. En janvier 1995, Mosisili est nommé vice-premier ministre. En février 1998, il prend la tête du LCD, créé un an plus tôt.
À la suite de la victoire du LCD aux élections de 1998, qui permet à Mosisili d'accéder au poste de Premier ministre, les partis d'opposition l'accusent de fraude électorale; les mouvements de contestation culminent avec une occupation des jardins du palais. Mosisili fait face aux pressions de l'armée, de la police et du roi, qui appellent tous à la chute de son gouvernement. Il fait alors appel à la Communauté de développement d’Afrique australe et demande à celle-ci d'intervenir pour prévenir tout coup d'État.
En mai 2002, le LCD de Mosisili remporte à nouveau les élections, malgré une scission au sein du parti.
En octobre 2006, le parti se scinde à nouveau, et le « noyau dur » du LCD n'a plus alors qu'une courte majorité de 61 sièges sur 120 au Parlement. Mosisili conseille au roi Letsie III de dissoudre le Parlement, ce qui est fait le 24 novembre. De nouvelles élections ont lieu le 17 février 2007, et le LCD en ressort vainqueur, bien qu'il n'ait à nouveau que 61 sièges. Son allié, le Parti national indépendant (NIP), obtient toutefois 21 sièges.
Le 22 avril 2009, les autorités annoncent que Mosisili a survécu à une tentative d'assassinat, des hommes armés ayant ouvert le feu sur sa maison. Mosisili n'est pas blessé.
Contesté au sein même de son parti, Mosisili crée en 2012 un nouveau parti politique, le Congrès démocratique. À l'issue des élections législatives du 26 mai de la même année, le CD arrive largement en tête et obtient 48 sièges de députés. Cependant, Tom Thabane, leader de la Convention pan-Basotho, parti arrivé en deuxième position avec 30 sièges, parvient à conclure une coalition avec le LCD et succède comme Premier ministre à Mosisili le 8 juin suivant.
Moins de trois ans plus tard, il retrouve le pouvoir à la suite de nouvelles élections législatives qui se tiennent le 28 février 2015. Arrivé en tête du scrutin avec 47 sièges, il conclut un accord de coalition avec son ancien parti le LCD et redevient Premier ministre le 17 mars suivant.
Mais les élections législatives du 3 juin 2017 se traduisent par une nouvelle alternance.
L'ancien Premier ministre, Thomas Thabane, remporte ces élections, et constitue une coalition pour disposer d'une majorité et redevenir Premier ministre.